# Rafael Valencia
Rafael Valencia Rodríguez (Berlanga (Badajoz), 1952-Sevilla, 13 de junio de 2020) fue un arabista, académico y profesor universitario español, especialista en la literatura y el islam en al-Ándalus.

## Biografía
Licenciado en Filosofía y Letras (filología semítica, árabe e islam) en la Universidad de Barcelona (1976), se doctoró en la Complutense madrileña en 1986 con la tesis Sevilla musulmana hasta la caída del Califato: contribución a su estudio, dirigida por el también arabista, Joaquín Vallvé Bermejo. Fue profesor asistente en la Universidad de Bagdad (1978-1979), realizó estancias en varias universidades argentinas  tales como la de Buenos Aires, del Salvador, Belgrano, Pontificia Universidad Católica, Escuela Superior de Guerra, (entre otras) durante los años 1990-1997, participó en las universidades marroquíes de Fez, Marrakech, Rabat y Tetuán (1998-2008) y en la Universidad de Qatar (2003).
En 1982 se incorporó a la Universidad de Sevilla como profesor ayudante, obteniendo la plaza como titular en 1987. En ella impartía Lengua Árabe, Historia del Islam, Historia de al-Ándalus y Literatura de al-Ándalus. Era miembro del Grupo de Investigación Ixbilia, dirigió el Instituto Hispano-Árabe de Cultura de Bagdad (1979-1982) y fue académico electo de la Real Academia Sevillana de Buenas Letras, en la que fue elegido director en 2014.
Falleció en Sevilla a los 68 años el 13 de junio de 2020 a consecuencia de una enfermedad coronaria

## Publicaciones
Rafael Valencia dejó un importante legado como autor de múltiples artículos y reseñas en obras y revistas especializadas. Además fue coautor en casi un centenar de libros. Del conjunto de su obra, destacan sus aportaciones a la Gran Enciclopedia de Andalucía y a la Enciclopedia General de Sevilla y, de su labor personal, sus trabajos sobre Ibn Jaldún, la literatura andalusí y la Sevilla musulmana.
- Valencia Rodríguez, Rafael (1986). «Ibn Jaldún. Introducción a la historia». Antología. Biblioteca de la Cultura Andaluza (44) (Sevilla: Editoriales Andaluzas Unidas). ISBN 84-7587-073-2.
- — (1988).  Universidad Complutense de Madrid, ed. Sevilla musulmana hasta la caída del Califato: contribución a su estudio. Madrid. DL M-8018-1998.
- — (1990). Poesía erótica andalusí. Sevilla: El Carro de la Nieve. ISBN 84-86697-09-3.
- — (2006). «La Sevilla del siglo XIV y La Sevilla que vivió Ibn Jaldún».  En Fundación El Legado Andalusí- Fundación José Manuel Lara, ed. Sevilla, siglo XIV (Rafael Valencia Rodríguez edición). Sevilla. ISBN 84- 96556-37-9.
- —. «Palacio de Pedro I Real Alcázar de Sevilla 1356-1366». Ibn Jaldún: el Mediterráneo en el siglo XIV : auge y declive de los imperios. Fundación José Manuel Lara. ISBN 9788496556324.
- — (2006). «Nigeria, pueblos y tierras». Nigeria. Patrimonio cultural y natural (Rafael Valencia Rodríguez edición). Barcelona: Laia Libros. ISBN 84-932114-5-1. (traducida también al inglés y francés)
- —; Fakhroo, Nasser A.; Al Kuwari, Mohammed K.; Al Mohannadi, Hassan Ibrahim (2003). Qatar : Patrimoine Culturel et Naturel (Rafael Valencia Rodríguez edición). Laia Libros. ISBN 84-933371-0-2. (traducido al árabe, catalán, español e inglés)